# Setascutum pallidum
Setascutum pallidum är en insektsart som beskrevs av Richards, A.M. 1972. Setascutum pallidum ingår i släktet Setascutum och familjen grottvårtbitare. Inga underarter finns listade i Catalogue of Life.